# Олефіренко Ігор Олексійович
Ігор Олексійович Олефіренко (нар. 14 березня 1990) — український легкоатлет, що спеціалізується на марафонському бігу, учасник Олімпійських ігор 2016 року.

## Основні досягнення
| Рік  | Чемпіонат           | Місце проведення         | Місце | Результат |
| ---- | ------------------- | ------------------------ | ----- | --------- |
| 2016 | Олімпійські ігри    | Ріо-де-Жанейро, Бразилія | 30    | 2:15:36   |
| 2019 | Лондонський марафон | Лондон, Велика Британія  | 17    | 2:11:55   |